# SC 1903 Weimar
SC 1903 Weimar is een Duitse voetbalclub uit de stad Weimar, Thüringen.

## Geschiedenis
De club werd opgericht op 22 februari 1903. Van 1905 speelde de club in de Thüringse competitie, die toen als tweede klasse fungeerde. In 1906/07 trok de club zich terug uit de competitie, maar keerde terug in 1907 toen de competitie door de Midden-Duitse voetbalbond opgewaardeerd werd tot eerste klasse. In 1909 werd de competitie opgesplist en ging de club in de Oost-Thüringse competitie spelen. De competitie werd gedomineerd door FC Carl Zeiss Jena. Na drie vicetitels en een voorlaatste plaats doorbrak de club de hegemonie van Jena in 1914 en werd kampioen en plaatste zich zo voor de Midden-Duitse eindronde. De club verloor in de eerste ronde van Hohenzollern Weißenfels. Twee jaar later werd de club opnieuw kampioen en versloeg in de eindronde eerst Hohenzollern Naumburg en werd dan in de tweede ronde door latere kampioen SV Eintracht Leipzig verslagen. 
In 1918 werd de competitie geherstructureerd. De competities van Noord-, Oost-, Zuid- en West-Thüringen en die van Wartburg werden verenigd in de Thüringenliga. Na dit seizoen werd deze omgevormd tot Kreisliga Thüringen, maar hiervoor kwalificeerde de club zich niet. Het volgende seizoen was het stadsrivaal BC Vimaria dat de promotie naar de Kreisliga kon afdwingen. In 1921 werd de club zelfs voorlaatste. In 1922 kon de club dan wel promotie afdwingen. De competitie was in vier groepen verdeeld en Weimar werd groepswinnaar waardoor ze zich voor de eindronde plaatsten, hier verloren ze echter van SV 01 Gotha. Na dit seizoen werd de Kreisliga ontbonden en werd de Oost-Thüringse competitie als Gauliga heringevoerd. Na een vicetitel in 1924 belandde de club de volgende jaren in de middenmoot. In 1933 werd de competitie geherstructureerd nadat de NSDAP aan de macht kwam in Duitsland. De Midden-Duitse bond en al zijn competities verdwenen en maakten plaats voor de Gauliga Mitte en Gauliga Sachsen. Enkel kampioen Jena plaatste zich voor de Gauliga en verder nog twee clubs voor de Bezirksklasse Thüringen. Weimar bleef in de Oost-Thüringse competitie, die nu als Kreisklasse Ostthüringen nog maar de derde klasse was. De club slaagde er niet meer in om te promoveren. 
Na de Tweede Wereldoorlog werden alle Duitse voetbalclubs ontbonden. De club werd heropgericht als SG Weimar-Ost en nam in 1948 deel aan het kampioenschap van Oost-Duitsland als vertegenwoordiger van Thüringen. Daar versloeg de club SG Cottbus-Ost en verloor in de halve finale van SG Planitz.
Op 20 augustus 1948 fuseerde de club met SG Weimar-Falkenberg en SG Fimaia Weimar en nam de naam SG Eintracht Weimar aan. In 1949 werd de naam BSG KWU Weimar. In 1950 kwalificeerde de club zich voor de nieuw opgerichte DDR-Oberliga, de hoogste klasse van Oost-Duitsland. De club eindigde, onder de naam Turbine Weimar, op de zestiende plaats en degradeerde omdat ze een slechter doelsaldo hadden dan Motor Oberschöneweide.
In 1955 degradeerde de club naar de derde klasse, maar kon na één seizoen terugkeren. In 1958 bereikte de club de halve finale van de beker en verloor daar van Lokomotive Leipzig. De club werd een liftploeg tussen de tweede en derde klasse en in het laatste seizoen van het Oost-Duitse voetbal eindigde de club op een twaalfde plaats.
Na de Duitse hereniging werd de club omgedoopt in SV Motor Weimar en op 22 juli 1991 sloten de voetballers zich aan bij het op 28 juni heropgerichte SC 1903 Weimar. De club ging spelen in de Oberliga NOFV-Süd, op dat moment de derde klasse, en degradeerde na twee seizoenen. In 1995 werd de club kampioen van Thüringen en promoveerde terug naar de Oberliga, inmiddels de vierde klasse. Ook deze keer degradeerde de club na twee seizoenen. Sinds 1997 speelt de club in de Thüringenliga, inmiddels de zesde klasse.

## Ligaoverzicht 1950-1990
- 1950/51: Oberliga (1. Liga)
- 1951/52–1954/55: DDR-Liga (2.)
- 1956: II. DDR-Liga (3. )
- 1957–1960: I. DDR-Liga (2.)
- 1961/62: II. DDR-Liga
- 1962/63–1967/68: I. DDR-Liga
- 1968/69–1970/71: Bezirksliga (3.)
- 1971/72: DDR-Liga
- 1972/73–1974/75: Bezirksliga
- 1975/76–1983/84: DDR-Liga
- 1984/85: Bezirksliga
- 1985/86–1989/90: DDR-Liga

## Naamswijzigingen
- 1903: FC 1903 Weimar
- 1904: SC Weimar
- 1945: SG Weimar-Ost
- 1948: SG Eintracht Weimar
- 1949: BSG KWU Weimar
- 1950: BSG Turbine Weimar
- 1955: BSG Lokomotive Weimar
- 1961: BSG Motor Weimar
- 1990: SV Motor Weimar
- 1991: SC 1903 Weimar

## Erelijst
Kampioen Oost-Thüringen
1914, 1916